# THQ Nordic
THQ Nordic GmbH (anteriormente Nordic Games GmbH) es una empresa austriaca de videojuegos con sede en Viena. Formada en 2011, es la principal subsidiaria editorial de THQ Nordic AB. Originalmente llamada Nordic Games, como era la empresa matriz, ambas compañías pasaron a llamarse THQ Nordic en agosto de 2016 después de que la empresa matriz adquiriera la marca comercial "THQ" en 2014. La cartera central de THQ Nordic comprende activos que fueron adquiridos de otros desarrolladores y editores, tales como de JoWooD Entertainment y sus subsidiarias DreamCatcher Interactive y The Adventure Company en 2011, de THQ en 2013 y de NovaLogic en 2016. THQ Nordic ha adquirido y establecido diez estudios subsidiarios, incluidos Syn Sophia, Black Forest Games, Bugbear Entertainment, HandyGames, Piranha Bytes y Rainbow Studios.

## Historia

### Como Nordic Games GmbH (2011–2016)

Logo oficial de Nordic Games (2011–2016)

Nordic Games GmbH fue fundada en el año 2011 como una oficina subsidiaria del editor de videojuegos sueco Nordic Games Publishing AB. En junio de 2011, se anunció que Nordic Games había adquirido activos de JoWooD Entertainment, incluidos sus productos, marcas y compañías afiliadas DreamCatcher Interactive y The Adventure Company. JoWooD, DreamCatcher y The Adventure Company estaban destinados a ser utilizados como etiquetas de publicación de Nordic Games. Nordic Games contrató a varios ex empleados de JoWooD para trabajar en las ventas pendientes de las antiguas propiedades de JoWooD, y el equipo de publicación de Nordic Games Publishing se integró pronto en los nuevos Nordic Games para facilitar las operaciones.
Darksiders es un producto superior. THQ gastó $ 50 millones en Darksiders 2 (...) Podemos producir un producto de la misma calidad pero a un costo menor. $ 50 millones es ridículo, no me lo puedo permitir. Muchas de nuestras IP solo generarán $ 50 al año, pero sigue siendo dinero. Claro, es una cantidad que a EA y a los grandes no les importaría, pero ahora tenemos cientos de IP, y en unos años tendremos unos cientos más. Se sumará a algo mucho más grande.
Lars Wingefors
En abril de 2013, Nordic Games adquirió todas las propiedades que todavía estaban en posesión del editor de videojuegos estadounidense THQ, que se había declarado en bancarrota ese año, por $ 4,9 millones. En el acuerdo se incluyeron más de 150 juegos individuales, incluidas las franquicias Darksiders, Red Faction y MX vs. ATV. En junio de 2013, Nordic Games adquirió la franquicia Desperados, que comprende Desperados: Wanted Dead or Alive y Desperados 2: Cooper's Revenge, así como el juego Silver, de Atari.
En diciembre de 2013, Nordic Games lanzó Grimlore Games, un desarrollador de videojuegos compuesto por antiguos empleados de Coreplay, con sede en Múnich, Alemania. En mayo de 2014, Nordic Games adquirió la propiedad intelectual de The Moment of Silence, The Mystery of the Druids y Curse of the Ghost Ship, así como los derechos de publicación de Overclocked: A History of Violence y 15 Days, del editor alemán en quiebra DTP Entertainment.
En julio de 2015, Nordic Games y la desarrolladora Piranha Bytes anunciaron ELEX, un original juego de rol de acción. Al mes siguiente, Nordic Games adquirió una serie de franquicias de la editorial alemana en quiebra bit Composer Entertainment, incluida la franquicia Jagged Alliance. En febrero de 2016, Nordic Games adquirió toda la propiedad intelectual de la editorial húngara Digital Reality, incluida Sine Mora.

### Como THQ Nordic GmbH (2016-presente)
En agosto de 2016, Nordic Games, junto con su empresa matriz, cambió su nombre a THQ Nordic (a THQ Nordic GmbH y THQ Nordic AB, respectivamente), utilizando la marca registrada "THQ" que la empresa matriz había adquirido en junio de 2014. Según a Wingefors y Reinhard Pollice de THQ Nordic, se cambió el nombre para capitalizar la buena reputación del pasado de THQ, aunque evitaron nombrar a las compañías simplemente "THQ" para evitar conexiones con la historia más reciente y problemática de THQ. En octubre de 2016, THQ Nordic anunció que había adquirido toda la propiedad intelectual y los activos de NovaLogic, incluida Delta Force. En diciembre de 2016, THQ Nordic anunció que había adquirido Sphinx y la maldita momia de Mobile Gaming Studios, así como Legends of War y War Leaders: Clash of Nations de Enigma Software Productions. En algún momento a finales de 2016, THQ Nordic lanzó Mirage Game Studios en Karlstad, Suecia.
En febrero de 2017, THQ Nordic anunció que, junto con Digital Continue, estaba desarrollando un remaster de Lock's Quest con un lanzamiento tentativo en abril de 2017 para Microsoft Windows, PlayStation 4 y Xbox One. En marzo de 2017, THQ Nordic anunció una versión remasterizada de Baja: Edge of Control, titulada Baja: Edge of Control HD, un puerto de De Blob para Microsoft Windows, desarrollado por BlitWorks, y Sine Mora EX, una versión extendida de Sine Mora, para Microsoft Windows, PlayStation 4 y Xbox One. Más tarde ese mes, THQ Nordic también adquirió el Rad Rodgers en desarrollo, adelantando la publicación en nombre del desarrollador Slipgate Studios. En mayo de 2017, THQ Nordic anunció un nuevo juego, Darksiders III, desarrollado por Gunfire Games, que estaba compuesto por antiguos empleados del desarrollador original de Darksiders, Vigil Games. En agosto de 2017, THQ Nordic adquirió el desarrollador alemán Black Forest Games y el desarrollador sueco Pieces Interactive por € 1,35 millones y 2,8 millones de coronas, respectivamente. A esto le siguió la adquisición del Experimento 101, el desarrollador sueco detrás del Biomutant en desarrollo, por 75,3 millones de kr en noviembre de 2017.
En marzo de 2018, después de que expiró la licencia de Activision para juegos en las propiedades de Nickelodeon, THQ Nordic anunció una asociación con Nickelodeon que les permitiría relanzar dieciséis juegos de Nickelodeon publicados previamente por THQ. En julio de 2018, THQ Nordic adquirió el desarrollador y editor alemán de juegos móviles HandyGames por € 1 millón en efectivo y una ganancia basada en el rendimiento de hasta € 1,5 millones. En agosto de 2018, THQ Nordic anunció que había adquirido los derechos de la franquicia Second Sight y TimeSplitters de Crytek. En septiembre, THQ Nordic adquirió la propiedad intelectual de Kingdoms of Amalur: Reckoning, incluido el proyecto cancelado Copernicus, de 38 Studios, así como la franquicia Act of War y Alone in the Dark de Atari.
En noviembre de 2018, THQ Nordic adquirió una participación del 90% en el desarrollador finlandés Bugbear Entertainment, incluida toda su propiedad intelectual, por una suma no revelada, dejando abierta la opción de comprar el 10% restante en un momento posterior. Ese mismo mes, THQ Nordic adquirió la franquicia Expeditions, incluidas Expeditions: Conquistador y Expeditions: Viking, y anunció que estaba trabajando con el creador de la serie Logic Artists para desarrollar un tercer juego de la serie. En diciembre de 2018, THQ Nordic adquirió la franquicia Carmageddon de Stainless Games, que había comprado la franquicia en 2011. En enero de 2019, THQ Nordic adquirió los derechos de la franquicia Outcast del desarrollador belga Appeal. En mayo de 2019, el editor adquirió Piranha Bytes. En enero de 2019, THQ Nordic adquirió los derechos de la franquicia Outcast del desarrollador belga Appeal. En mayo de 2019, la editorial adquirió Piranha Bytes.  En agosto de 2019, THQ Nordic adquirió el desarrollador estadounidense Gunfire Games, que había trabajado con THQ Nordic en el lanzamiento de Darksiders III. Nine Rocks Games, un estudio interno con sede en Bratislava, Eslovaquia, y dirigido por David Durcak de DayZ  fue establecido por THQ Nordic en febrero de 2020 para trabajar en juegos de "disparos/supervivencia". 
En mayo de 2020, THQ Nordic y Koch Media, otra división de Embracer Group, intercambiaron varios derechos de propiedad intelectual: THQ Nordic recibió Risen, Rush for Berlin, Sacred, Second Sight y Singles: Flirt Up Your Life, mientras entregaba Red Faction y Painkiller. al sello Deep Silver de Koch Media. 
Después de buscar previamente la opinión de los jugadores sobre una posible nueva versión gótica ya en 2019, THQ Nordic anunció en marzo de 2021 que había establecido Alkimia Interactive en Barcelona para liderar el desarrollo de este proyecto.
THQ anunció la adquisición de Kaiko, Appeal Studios y Massive Miniteam (estudio de portabilidad con sede en Pulheim) en mayo de 2021, junto con la creación del distribuidor THQ Nordic France SAS y la división técnica de animación Gate 21. 
El 24 de febrero de 2022, THQ Nordic anunció la adquisición de Metricminds, un estudio de animación y captura de movimiento con sede en Frankfurt que ha trabajado en juegos de THQ Nordic como Destroy All Humans Remake, Darksiders III y Remnant: From The Ashes.

## Controversias

### Incidente de 8chan
El 26 de febrero de 2019, el director de relaciones públicas y marketing de THQ Nordic, Philipp Brock, y el director de desarrollo de negocios y productos Reinhard Pollice, organizaron una sesión de preguntas y respuestas "Pregúntame cualquier cosa" (AMA) en 8chan, un controvertido sitio web de imágenes asociado comúnmente con pornografía infantil, racismo y discurso de odio, incluida la controversia de Gamergate. Brock anunció el AMA a través de la cuenta de Twitter de THQ Nordic, y después de recibir críticas iniciales por utilizar el controvertido sitio web como anfitrión del AMA, explicó que una persona llamada Mark "se encargaría de las cosas desagradables". En 8chan, tanto Brock como Pollice interactuaron con usuarios preguntando sobre temas controvertidos, como "lolis" y "guerreros de la justicia social", obteniendo más críticas.
Después de una crítica generalizada, Brock se disculpó en la cuenta de Twitter de THQ Nordic y escribió que no investigó la historia del sitio y que "no condenó la pornografía infantil, la supremacía blanca o el racismo". La compañía hermana de THQ Nordic, Coffee Stain, se distanció de sus acciones. Lars Wingefors, cofundador y director ejecutivo de THQ Nordic AB, se disculpó por el evento a principios de marzo.

## Videojuegos
La compañía publica actualmente videojuegos originales, así como versiones remasterizadas de las propiedades intelectuales más antiguas que adquirieron.

## Subsidiarias
| Nombre                | HQ location            | Fundación | Adquisición | Ref.          |
| --------------------- | ---------------------- | --------- | ----------- | ------------- |
| Syn Sophia            | Tokio, Japón           | 1995      | 2016        |               |
| Black Forest Games    | Offenburg, Alemania    | 2012      | 2017        | [ 42 ] [ 23 ] |
| Bugbear Entertainment | Helsinki, Finlandia    | 2000      | 2018        | [ 32 ]        |
| Experiment 101        | Stockholm, Suecia      | 2015      | 2017        | [ 25 ]        |
| Foxglove Studios      | Stockholm, Suecia      |           |             | [ 43 ]        |
| Grimlore Games        | Múnich, Alemania       | 12}}      |             | [ 8 ] [ 9 ]   |
| HandyGames            | Giebelstadt, Alemania  | 2000      | 07}}        | [ 27 ]        |
| Mirage Game Studios   | Karlstad, Suecia       | 2016      |             | [ 17 ]        |
| Pieces Interactive    | Skövde, Suecia         | 2007}}    | 08}}        | [ 24 ]        |
| Piranha Bytes         | Essen, Alemania        | 1997      | 05}}        | [ 36 ]        |
| Rainbow Studios       | Phoenix, Arizona, U.S. | 2013}}    |             | [ 46 ]        |